# Pince-Marof
Pince - Marof este o localitate din comuna Lendava, Slovenia, cu o populație de 115 locuitori.